# Шаров, Иван Иванович
Иван Иванович Шаров (август 1902, д. Шульгино, Тумский район, Рязанская область, Российская империя — неизвестно) — советский медик, кандидат биологических наук, директор Дагестанского медицинского института (1939—1943). 

## Биография
Родился в августе 1902 года в деревне Шульгино Тумского района (ныне Рязанская область), его отец работал плотником. Учился на селе в школе, в 1916 году поступил в высшее начальное училище, которую успешно окончил в 1923 году.
В 1919 году, учась в школе Шаров работал переписчиком в Тумском волостном исполкоме, затем он работал делопроизводителем в Волостном военном комиссариате. В 1921 году он избирается председателем сельсовета деревни Шульгино, затем становится членом Волостного комитета взаимопомощи бедноты. В 1920 году учась в школе его принимают в комсомол, также избирают секретарем Волостной организации комсомола, после чего он работает инструктором Спасо-Клепиковского уездного комитета РКСМ.
В октябре 1923 года он поступил учиться в Педагогический техникум в Рязани на дневное обучение, а позже перевёлся в Медицинский техникум на вечернее отделение. Будучи студентом он был общественником: секретарём комсомольской ячейки сначала Педагогического, а затем и Медицинского техникумов, пионервожатым, секретарём комсомольской ячейки при Рязанском исполкоме.
В июне 1925 года он переводится из кандидата в члены ВКП(б), а в августе 1925 года поступает в Первого Московского Государственного университета на медицинский факультет, который в 1928 году становится самостоятельным Первым Московским медицинским институтом, Шаров оканчивает его в декабре 1930 года.
По окончании института Иван Иванович направляется Народным комиссариатом здравоохранения РСФСР на учёбу в аспирантуру Московского института экспериментальной биологии, которую окончил до августа 1931 года.
В августе 1931 года он поступает на подготовительное отделение Ленинградской аспирантуры Академии Наук СССР. С мая 1935 года в течение двух лет работал в Ленинградском пединституте им. М. П. Покровского, сначала доцентом кафедры биологии, затем был заместителем декана естественного факультета, также он там получил учёное звание доцента. 
С ноября 1937 года по июнь 1939 года работал директором, по другой информации и.о. директора Свердловского педагогического института.
В августе 1939 года Народным комиссариатом здравоохранения РСФСР Шаров назначается директором Дагестанского медицинского института. 7 сентября 1942 года, в связи с тем что в период Великой Отечественной войны фронт был на Кавказе, решением Правительства Дагестанской АССР медицинский институт эвакуируют в Дербент. По возвращении из очередной командировки из Москвы с 11 февраля 1943 года в соответствии с решением бюро Дагестанского обкома ВКП (б) он был освобождён от должности директора института, оставался работать заведующим кафедры гистологии, где проработал недолго, 25 сентября 1944 года по личной просьбе освобождается от должности заведующего кафедрой гистологии и уезжает в Ленинград. Дальнейшая его судьба неизвестна.

## Труды
- «Регенерация кожных покровов у планарий»;
- «О гистогенезе у планарий»;
- «К вопросу о гистогенезе регенерации у планарий».

## Награды и звания
- Кандидат биологических наук;
- Доцент;